# هواری بومدین (شهرداری)
هواری بومدین (شهرداری) (به عربی: هواري بومدين) یک شهرداری در الجزایر است که در استان قالمه واقع شده‌است.
 هواری بومدین  ۶٬۳۷۱ نفر جمعیت دارد.